# Pogoń Stryj
Pogoń Stryj (pełna nazwa: Wojskowo-Cywilne Stowarzyszenie Sportowe „Pogoń” Stryj) – polski klub piłkarski z siedzibą w Stryju. Rozwiązany podczas II wojny światowej. 

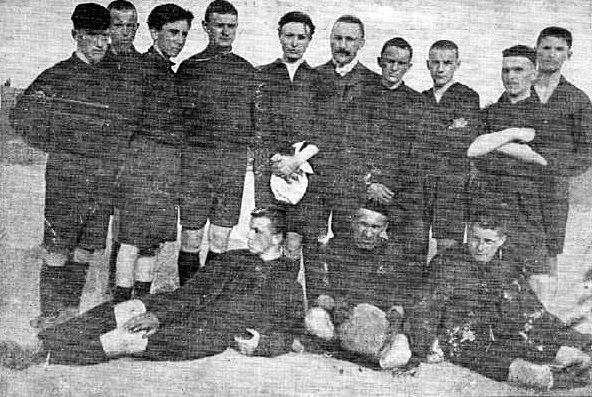
Drużyna w 1908. Piąty od lewej stoi Zygmunt Wasserab, późniejszy założyciel i działacz Legii Warszawa

## Historia
Chronologia nazw:
- 1906: SKS [Stryjski Klub Sportowy] Pogoń
- 1928: WCSS [Wojskowo-Cywilne Stowarzyszenie Sportowe] Pogoń Stryj
- 1939: klub rozwiązano

Stryjski Klub Sportowy Pogoń został założony w Stryju w 1906. Zespół piłkarski nigdy nie zakwalifikował się do rozgrywek polskiej ekstraklasy, a jego największym sukcesem okazało się wywalczenie mistrzostwa Stanisławowskiego OZPN w sezonie 1936, a potem przegranie barażów o wyjście do ligi Państwowej z Cracovią (0:3 i 0:11). Następnie występował w rozgrywkach ligi okręgowej lwowskiego OZPN. Na skutek wybuchu II wojny światowej - działalność klubu została zawieszona, zaś po jej zakończeniu już nigdy go nie reaktywowano (w 1945 - w wyniku konferencji teherańskiej - Stryj znalazł się bowiem w granicach Ukraińskiej SRR).

## Sukcesy
- Mistrz ligi okręgowej Stanisławowskiego OZPN: 1936